# 八幡道典
八幡道典（はば みちのり）は、日本の財務官僚。

## 来歴
奈良県出身。京都大学法学部卒業。1994年 大蔵省入省（大臣官房文書課）。1998年 厚生省老人保健福祉局老人保健課。「とても忙しかったが、やりがりのある仕事だった。そういう意味で、介護分野は特に思い入れがある」と述べている。2001年7月 内閣官房総理大臣官邸事務所（秘書専門官）。2007年 財務省主計局主計官補佐（厚生労働第六、七係主査）。雇用対策や少子化対策の予算を受け持ち、他省庁の大臣（厚生労働大臣や少子化対策担当大臣）や、総理大臣が行う資料や説明の調整を行った。2019年7月5日 主計局主計官（厚生労働第一担当）。2021年7月8日 主計局総務課長。

## 略歴
- 1994年4月：大蔵省入省。
- 1996年：マンハイム大学、IFO経済研究所。
- 1998年：厚生省老人保健福祉局老人保健課。
- 2000年7月：大臣官房総合政策課長補佐（外国調査）[6]。
- 2001年1月6日：財務省大臣官房総合政策課長補佐（外国調査）[6]。
- 2001年7月 内閣官房総理大臣官邸事務所（秘書専門官）[4]。
- 2002年：外務省在ドイツ大使館一等書記官。
- 2005年：理財局国債企画課長補佐。
- 2007年7月：主計局主計官補佐（厚生労働第六、七係主査）（雇用対策、少子化対策担当）[5]。
- 2008年7月：主計局主計官補佐（厚生労働第三係主査）。
- 2009年7月：主計局主計官補佐（厚生労働第一、二係主査）（介護等担当）[2]。
- 2010年7月：徳島県保健福祉部医療健康総局副総局長[7]。
- 2011年5月：徳島県商工労働部長[7]。
- 2012年4月：徳島県政策創造部長。
- 2013年4月：徳島県経営戦略部長。
- 2014年7月：理財局国有財産企画課政府出資室長。
- 2016年6月：主計局調査課主計企画官（財政分析担当）。
- 2017年7月10日：金融庁総務企画局政策課政策監理官 兼 金融庁総務企画局政策課研究開発室長 兼 金融研究センター副センター長。
- 2018年7月17日：金融庁総合政策局政策立案参事官 兼 金融庁企画市場局市場課市場業務監理官。
- 2019年7月5日：主計局主計官（厚生労働第一担当）。
- 2020年7月20日：内閣官房内閣参事官（内閣官房副長官補付） 兼 内閣官房一億総活躍推進室参事官 兼 内閣官房働き方改革実現推進室参事官 兼 内閣官房人生100年時代構想推進室参事官 兼 内閣官房オリンピック・パラリンピックレガシー推進室参事官 兼 内閣府地方創生推進室参事官 兼 内閣府地方創生推進事務局参事官（地域再生担当） 兼 内閣府大臣官房。
- 2021年7月8日：主計局総務課長。
- 2021年7月9日：主計局総務課長 兼 主計局主計官（農林水産担当）。
- 2021年7月13日：主計局総務課長。
- 2021年9月6日：主計局総務課長 兼 主計局調査課長。
- 2021年10月4日：主計局総務課長。
- 2022年6月24日：主計局総務課長 兼 主計局主計官（国土交通、公共事業総括担当）。
- 2022年7月1日：主計局総務課長。
- 2023年7月4日：内閣官房内閣審議官（内閣官房副長官補付） 兼 内閣官房新型コロナウイルス等感染症対策推進室審議官。
- 2023年9月1日：内閣官房内閣審議官（内閣感染症危機管理統括庁）。
- 2023年10月6日：内閣官房内閣審議官（内閣感染症危機管理統括庁） 兼 内閣官房デジタル行財政改革会議事務局審議官。